# Meulín
Meulín es una isla del archipiélago de Chiloé, en el sur de Chile, perteneciente a la comuna de Quinchao. Está situada a los 42º 24' latitud sur y 73° 20' de longitud oeste, tiene unos 13,6 km² de superficie y unos 7 km de longitud en sentido NE-SO. Según el censo de 2017, tiene 595 habitantes. Sus islas vecinas son Quenac, Linlín, Teuquelín y Caguach.

## Historia
A fines del siglo XIX vivían en Meulín 777 personas. En 1907, según el censo de ese año, la población era de 747 habitantes.
Entre 1891 y 1928 integró la comuna de Quenac —del departamento de Quinchao— junto con las islas de Quenac, Caguach, Teuquelín, Tac, Apiao, Alao, Chaulinec y el grupo Desertores, más el territorio de Chiloé continental comprendido entre la punta Comau y el río Rayas o Chanatué (al norte de lo que hoy es la ciudad de Chaitén).
Desde 1928 hasta 1979 perteneció a la comuna de Achao; posteriormente pasó a integrar la recién creada comuna de Quinchao.

## Descripción
Se distinguen dos sectores principales: San Francisco y El Tránsito, cada uno con una iglesia católica construida a la usanza tradicional de Chiloé.
Las principales actividades económicas de la población son la pesca y la recolección de pelillo y luga. También destaca la agricultura de papas, trigo y avena.
Las principales fiestas religiosas que se celebran en la isla son la misa de la Virgen del Tránsito Virgen María, el 15 de agosto, y la fiesta de San Francisco, que se realiza el 4 de octubre.
Meulín cuenta con una escuela básica rural para los dos sectores. Una vez que los jóvenes terminan su enseñanza básica deben ir a Achao para continuar con sus estudios de enseñanza media. También se cuenta con una posta de primeros auxilios, agua potable y —desde 2015— energía eléctrica las 24 horas al día.
En 2017 se inauguró un centro comunitario de salud familiar (cecosf) en la isla, que se ubica en sector San Francisco. Este recinto de salud es compartido con los habitantes de las islas Caguach, Quenac y Tac.
Un dato curioso es que la popular imagen de Jesús Nazareno de Caguach originalmente estaba destinada para la iglesia San Francisco de Meulín, pero los caguachanos, no contentos con esta decisión, se fueron a robar la imagen del Jesús Nazareno a las tres de la mañana, cuando esta todavía estaba en Tenaún.[cita requerida]

## Conectividad
La isla cuenta con dos servicios de transporte subsidiado. El primero realiza el itinerario El Tránsito-Achao, con una lancha que sale seis veces a la semana: lunes, miércoles, jueves, viernes (dos salidas) y domingo.
El segundo servicio realiza el viaje San Francisco-Achao cinco veces a la semana: lunes, martes, jueves, viernes y domingo.